# یورای تار
یورای تار (اسلواکی: Juraj Tarr؛ زادهٔ ۱۸ فوریهٔ ۱۹۷۹) قایقران کانو اهل اسلواکی است.
وی در مسابقات کشوری و بین‌المللی در مجموع برندهٔ ۹ مدال طلا، ۱۱ مدال نقره، ۵ مدال برنز شده‌است.